# Pacoima
Pacoima är en stadsdel (district) i San Fernando Valley-regionen i norra delen av Los Angeles, Kalifornien.
På samma sätt som de i flesta andra delar av San Fernando Valley var tillgången till billigt vatten från Los Angeles Aqueduct så lockande för Pacoimas bönder så att området införlivades med staden Los Angeles år 1921.